# Zózimo Barrozo do Amaral
Zózimo Bráulio Barrozo do Amaral (Rio de Janeiro, 28 de maio de 1941 — Miami, 18 de novembro de 1997) foi um dos mais prestigiados jornalistas do Brasil na segunda metade do século XX.

## Biografia
Nasceu Zózimo no bairro do Humaitá, filho do magnata Boy Barrozo do Amaral, ingressando no jornalismo em 1959, no jornal O Globo. Ali colaborou na coluna de Carlos Swann, até fevereiro de 1964 quando se transferiu para o diário Jornal do Brasil, então um dos maiores do país. Teve sua biografia lançada em 2016, com o título "Enquanto houver champanhe, há esperança", de autoria do também jornalista Joaquim Ferreira dos Santos. 
Apesar de praticamente desconhecido, foi anunciado como uma grande aquisição pelo jornal, e aos poucos passou a imprimir à sua coluna o estilo bem-humorado e diversificado: não limitava-se a falar apenas da alta sociedade, mas também dos bastidores da política - o que lhe valeu a prisão em mais de uma ocasião, durante a ditadura militar de 1964.
Em sua coluna também comentava notícias sobre economia e, como editor, foi responsável pelo chamado "Caderno B" e também editorava o "Informe JB".
Em 1993 finalmente voltou para O Globo, assinando sua própria coluna. Ali permaneceu até o ano de sua morte, por câncer de pulmão, no Hospital Mount Sinai, em Miami, Estados Unidos, onde tinha ido tratar-se.

## Excertos
Seu estilo inconfundível e muitas vezes sem dizer explicitamente aquilo que efetivamente noticiava, e que lhe renderam processos (e nenhuma condenação) denotavam sua capacidade de crítica e percepção, como nesta nota, lembrada pela jornalista Belisa Ribeiro (vide Ligações externas, abaixo), em que noticiou o fato da atriz Sônia Braga ter ficado de cócoras durante um discurso presidencial:
"No cinema: É um pássaro? É um avião? Não, é o Super-Homem. No Planalto: É uma penosa? É uma enceradeira? Não, é a Sônia Braga."
Numa de suas crônicas, o alvo foi a Lagoa Rodrigo de Freitas (para ele errada a começar pelo nome - "que ninguém tem a menor ideia de quem seja"):
"No fundo - ou no raso, já que a Lagoa dá hoje a impressão de ter no máximo, mesmo no meio, uns 20cm de profundidade (a gente olha e vê a centenas de metros de distância garças com água pela canela. Ou a Lagoa tem uma profundidade pífia ou são aquelas as garças mais pernaltas do mundo) - Deus talvez tenha posto ali os demônios para se vingar dos atentados cometidos contra aquela sua criação."

## Homenagens
- Uma estátua em tamanho natural do jornalista, feita pelo artista plástico Roberto Sá, foi inaugurada no Leblon, no dia 25 de novembro de 2001.
- Também no Rio há um centro comunitário com seu nome.